# The Bird Who Came to Dinner
The Bird Who Came to Dinner (titulado en español El Pájaro Que Invitaste a Cenar) es el ciento sexto cortometraje animado en la serie de cortos animados del Pájaro Loco. Lanzado en cines el 7 de marzo de 1961, el corto fue producido por Walter Lantz Productions y distribuido por Universal International.

## Argumento
El Pájaro Loco (Grace Stafford) ve a un vendedor ambulante de pájaros carpinteros de juguete (Dallas McKennon), y a su vez a una mujer rica llamada Chayo (voz también de Stafford), que pretende comprar uno. Loquillo finge ser uno de los juguetes, logrando ser comprado. Cuando Loquillo piensa que tendrá una buena vida de rico, se da cuenta de que es el juguete de un destructivo niño llamado Petete (voz también de McKennon). Petete comienza a torturar a Loquillo enrollándole su cuello y tirando una flecha en su trasero. Justo cuando Petete va a cortar la pierna de Loquillo, Chayo llama a Petete a cenar, pidiéndole traer a Loquillo.
Mientras Petete almuerza, Loquillo constantemente trata de robar la comida, cosa que no consigue. Petete intenta obligar a Loquillo a comerse un sándwich picante, pero Loquillo se las arregla para hacer que el niño se lo coma. Un vengativo Petete persigue a Loquillo con un palo saltarín, pero destroza todo lo que encuentra, incluyendo el carro de Chayo, quien intenta atrapar a Petete, pero ambos caen en una fuente. Chayo le dice a Petete que ya no sabe que hacer con el. Loquillo trae un libro titulado "Psicología Infantil", que lleva en su interior un peine, con el cual Chayo azota a Petete en su regazo, mientras que Loquillo se une a ella para castigar al travieso niño.